# Verona (New York)
Pour les articles homonymes, voir Verona.
Verona est une ville du comté d'Oneida dans l'État de New York.
La ville a été fondée en 1792. Sa population était de 6 293 habitants en 2010.